# 2086 Newell
2086 Newell este un asteroid din centura principală, descoperit pe 20 ianuarie 1966 de Goethe Link Obs..